# إبراهيم بن محمد بن طلحة
أبو إسحاق إبراهيم بن محمد بن طلحة بن عبيد الله (المتوفي سنة 110 هـ) تابعي وأحد رواة الحديث النبوي.

## نسبه وأسرته
ينتمي إبراهيم بن محمد بن طلحة بن عبيد الله بن عثمان بن عمرو بن كعب بن سعد إلى بني تيم بن مُرّة القرشيين، وأمه خولة بنت منظور الفزارية التي تزوجها الحسن بن علي بن أبي طالب بعد مقتل أبيه محمد بن طلحة سنة 36 هـ يوم الجمل، وأنجب منها أخو إبراهيم لأمه الحسن بن الحسن بن علي.
كان إبراهيم صاحب خراج العراق في خلافة عبد الله بن الزبير. وقد عُرف عن إبراهيم بن محمد إقدام بالكلام بالحق عند الأمراء والخلفاء ومنها شكواه لعبد الملك بن مروان من أذى الحجاج بن يوسف الثقفي الذي كان يومها واليًا على الحجاز، فعزله عبد الملك، وولاّه العراق، فكان يسمى «أسد قريش» و«أسد الحجاز».
توفي إبراهيم بن محمد في ذي الحجة 110 هـ بمنى عن عمر يناهز الثمانين، وهو يحج، وقد أعقب من الولد عمران وأمه زينب بنت عمر بن أبي سلمَة بن عبد الأسد المخزومي، ويعقوب وصالح وسليمان ويونس وداود وإليسع وشعيب وهارون وأم كلثوم وأم أبان وأمهم أم يعقوب بنت إسماعيل بن طلحة بن عبيد الله، وإسماعيل الأكبر وأم أبيها التي تزوجها عمر بن عبد العزيز فولدت له وأم كلثوم وأمهم أم عثمان بنت عبد الرحمن بن عبد الله بن أبي ربيعة المخزومي، وعيسى وإسماعيل الأصغر وموسى ويوسف ونوح وإسحاق وأمهاتهم أمهات أولاد.

## روايته للحديث النبوي
- روى عن: سعيد بن زيد وأبي هريرة وعبد الله بن عمر بن الخطاب وعبد الله بن عباس[6] وعبد الله بن عمرو بن العاص[4] وعبد الله بن شداد بن الهاد وعبد الرحمن بن محيريز وعمه عمران بن طلحة بن عبيد الله وأبي أسيد الساعدي[2] وعائشة بنت أبي بكر.[7]
- روى عنه: سعد بن إبراهيم الزهري وعبد الله بن محمد بن عقيل بن أبي طالب ومحمد بن عبد الرحمن مولى آل طلحة ومحمد بن زيد بن المهاجر وعبد الله بن الحسن المثنى وابن عمه طلحة بن يحيى بن طلحة بن عبيد الله[4] وحبيب بن أبي ثابت وعبد الرحمن بن حميد بن عبد الرحمن بن عوف ومحمد بن عبد الرحمن بن عبيد مولى آل طلحة ومخرمة بن سليمان ونعيم بن أبي هند.[7]
- الجرح والتعديل: قال ابن سعد: «كان شريفًا، صارمًا، قليل الحديث»،[1] وقال الذهبي: «كان من رجال الكمال»، وقال أيضًا: «كان أعرج، موثقًا».[4] وقد وثّقه العجلي[4][7] ويعقوب بن شيبة،[7] وروى له البخاري في الأدب المفرد، كما روى له باقي الجماعة.[3]